# Rata Blanca
Rata Blanca (читается как Ра́та Бла́нка) — аргентинская метал-группа, основанная в 1985 году в Буэнос-Айресе. Считается одной из самых влиятельных групп латиноамериканского метала.
Два альбома группы включены в список 250 лучших альбомов латиноамериканского рока всех времен: Magos, Espadas y Rosas (№ 42, 5000000 проданных дисков) и El camino del fuego (№ 16). Песня Mujer Amante занимает 52-е место в списке лучших песен аргентинского рока всех времен, La leyenda del hada y el mago — третье.
На сегодняшний день Rata Blanca выпустила 6 золотых дисков и один платиновый, что делает её самой успешной среди аргентинских команд, играющих метал.

## История

### Начало (1986-1989)
В 1986 году экс-гитарист группы V8 Уолтер Джардино и экс-ударник этой же команды Густаво Ровек решили записать собственный демо-альбом. К записи диска, который включал 4 песни («Chico Callejero», «Gente del Sur», «Rompe el Hechizo» и «La Bruja Blanca»), присоединились также Родольфо Кофе и Юли Рут. Результат совместной работы понравился музыкантам и они решили организовать группу на постоянной основе. Однако Кофе и Рут не поддержали эту идею. Их заменили Сауль Бланч, гитарист и вокалист Габриэль Моралес, басист Гильермо Санчес и второй гитарист Серхио Бердичевский. Первый концерт Rata Blanca состоялся 15 августа 1987 года в театре «Luz y Fuerza» в Буэнос-Айресе перед 600 зрителями. После второго концерта Сауль Бланч покинул группу. 2 января 1988 прошел третий концерт, где место вокалиста занял Карлос Периг. Вместе с ним и еще одним вокалистом Шитой Молиной, а также Саулем Бланчем, группа записала свой первый диск. Альбом получил название Rata Blanca и поступил в продажу в 1988 году. За первые 7 месяцев после выпуска альбома было продано 20 000 его копий, впоследствии диск стал золотым.

## Успех: Magos, Espadas y Rosas (1990)
В 1989 году к группе присоединились клавишник Уго Бистольфи и вокалист Адриан Барилари. Вместе они записали второй альбом Magos, Espadas y Rosas, который стал чрезвычайно успешным. Песни из этого альбома «La leyenda del hada y el mago» и «Mujer Amante», ставшие хитами в Аргентине, до сих пор считаются одними из лучших в истории аргентинского рока. Презентация альбома состоялась на стадионе Обрас Санитарьяс перед 7000 зрителей. После этого Rata Blanca сыграли на разогреве у Иена Гиллана из Deep Purple.
В 1991 году группа дала 120 концертов для 170 000 зрителей и стала финансово успешной в Аргентине. На сегодняшний день общий объем проданных копий альбома Magos, Espadas y Rosas превышает 5000000.